# Wilbouma
Wilbouma est une localité située dans le département de Boala de la province du Namentenga dans la région Centre-Nord au Burkina Faso. 

## Géographie
Constitué de centres d'habitation dispersés, le bourg principal de Wilbouma dit Wilbouma-Yarcé se situe à 5 km au nord-est de Lédéré, à environ 12 km au nord-ouest de Boala, le chef-lieu du département.

## Éducation et santé
Le centre de soins le plus proche de Wilbouma est le centre de santé et de promotion sociale (CSPS) de Lédéré.
Wilbouma possède une école primaire publique de trois classes.